# 1818 în literatură
Anul 1818 în literatură a implicat o serie de evenimente și cărți noi semnificative.  

## Cărți noi
- Jane Austen - Persuasion
- Thomas Bowdler - The Family Shakspeare
- Selina Davenport - An Angel's Form and a Devil's Heart
- Susan Edmonstoune Ferrier - Marriage
- Franz Grillparzer - Sappho
- Ann Hatton - Secrets in Every Mansion
- Mary Meeke - The Veiled Protectress
- James Mill - The History of British India
- Thomas Love Peacock - Nightmare Abbey
- Anna Maria Porter - The Fast of St. Magdalen: A Romance
- Sir Walter Scott - The Heart of Midlothian
- Mary Shelley - Frankenstein (inițial publicat anonim)
- Louisa Stanhope
  - The Bandit's Bride
  - The Nun of Santa Maria di Tindaro
- Elizabeth Thomas - Woman, or Minor Maxims; a Sketch